# Robert Grant Aitken
Robert Grant Aitken (født 31. december 1864 i Jackson, Californien, død 29. oktober 1951) var en amerikansk astronom som specialiserede sig i dobbeltstjerner, hvoraf han opdagede mere end 3.000.